# Slingsby T.42 Eagle
Dimensions
Le Slingsby T.42 Eagle est un planeur biplace conçu en Angleterre en 1952.

## Développement
A la fin de la Seconde Guerre mondiale, la British Gliding Association (BGA) a constaté le besoin de planeurs école biplaces beaucoup moins dangereux et plus efficaces pour la formation initiale que les monoplaces utilisés avant à cette fin et lancé un concours de conception. Bien que Slingsby n'ait pas participé à la compétition, elle les a incités à étudier au début des années 1950 une version biplace de leur Type 34 Sky. L'arrivée des profils laminaires de la NACA à cette période les a finalement poussés à repartir de zéro en étudiant un planeur de près de 18 m d'envergure avec des ailes en trois parties, un grand fuselage avec des postes de pilotage spacieux et confortables.
L'arrière du fuselage est construit en structure bois recouverte d'un coffrage en contreplaqué. L'avant est un semi-monocoque de bois. Les cockpits sont fermés par deux verrières en plexiglas, le poste avant s'ouvrant à droite et le poste arrière s'ouvrant vers l'arrière. Le poste arrière se situe juste devant le longeron d'aile.
Les ailes sont aussi construites en de bois avec un coffrage contreplaqué. Une section centrale de corde et d'épaisseur constante et représentant 40% de l'envergure est fixée sur le fuselage. Deux bouts d'ailes effilées viennent se fixer sur ce plan central, le bord d'attaque n'a pas de flèche. De grands aérofreins sortant à l'extrados et à l'intrados sont placés à l'arrière du longeron au tiers environ de l'envergure.
Le plan fixe de profondeur et la petite dérive sont coffrés en contreplaqué alors que les gouvernes sont en structure entoilée. Les gouvernes de profondeurs sont munies de 2 volets compensateurs. Un pour diminuer les efforts à fournir par le pilote sur le manche et un pour compenser un moment à cabrer induit par la sortie des aérofreins.
Le train d'atterrissage se compose d'une roue principale juste à l'arrière du centre de gravité chargé avec un grand patin et une béquille de queue métallique.

## Variantes

### Slingsby Type 42 Eagle 1
Le premier prototype équipé d'une aile en flèche inverse de 17,86 m d'envergure avec des découpes dans l'emplanture de l'aile pour l'accès au siège arrière. Le prototype a souffert de mauvaises performances attribuables à ces découpes. Ce planeur a été détruit après une collision en plein vol avec un Slingsby Type 34 Sky près de Lasham (Hants) le 14 juin 1958.

### Slingsby Type 42A Eagle 2
Le deuxième prototype présentait une aile simplifiée sans flèche inverse et dont les découpes étaient comblées par la verrière arrière. Il remporta la classe biplaces aux Championnats du monde de vol à voile à Saint-Yan, en France, en 1956, piloté par Nicholas Goodhart et Frank Foster, se classant deuxième au classement général. Ce planeur vole toujours au Wolds Gliding Club, à Pocklington, en Angleterre.

### Slingsby Type 42B Eagle 3
Un planeur de production équipé d’une aile de 17,7 m et d'un poste de pilotage avancé. Quinze construits.

### Slingsby Type 55 Regal Eagle
Un seul Eagle 3 (réf. 1117 / BGA 821) équipé d'une aile de 20 m d'envergure en 1966–67. Utilisé pour battre le record britannique de distance à but fixé en biplace avec un vol entre Odiham et Perranporth (312 km) piloté par Wally Kahn et John Williamson. Ce planeur a été détruit dans un incendie à Doncaster en mars 1975.